# (27572) Shurtleff
(27572) Shurtleff est un astéroïde de la ceinture principale d'astéroïdes.

## Description
(27572) Shurtleff est un astéroïde de la ceinture principale d'astéroïdes. Il fut découvert le 31 août 2000 à Socorro (Nouveau-Mexique) par le projet LINEAR. Il présente une orbite caractérisée par un demi-grand axe de 3,02 UA, une excentricité de 0,03 et une inclinaison de 1,4° par rapport à l'écliptique.

## Compléments